# Austrodecus calvum
Austrodecus calvum là một loài nhện biển trong họ Austrodecidae. Loài này thuộc chi Austrodecus. Austrodecus calvum được miêu tả khoa học năm 1991 bởi Stock.